# Magyar köztisztviselők kitiltása az Egyesült Államokból
2014 októberében a 7750-es elnöki proklamáció alapján, amely korrupcióban részt vevő vagy abból hasznot húzó személyek amerikai egyesült államokbeli belépésének felfüggesztéséről szól, az Egyesült Államok megtagadta a beutazás lehetőségét hat meg nem nevezett magyar köztisztviselőtől. A kitiltás indokait az amerikai hatóságok nem ismertették, később úgy nyilatkoztak, hogy „semmilyen konkrét adattal nem rendelkeznek, információikat a sajtó- és az internet nyilvánosságán keresztül szerezték be, úgy, mint egy hírügynökség riportjai és a magyar sajtóhírek”.

## 2014 októbere: találgatás a kitiltottak személyéről
A kitiltásról diplomáciai úton tájékoztatták a magyar külügyminisztériumot is. Először a Századvég Gazdaságkutató Zrt. tulajdonában lévő Napi Gazdaság című lap hozta nyilvánosságra az ügyet, úgy kommentálva a kitiltásokat, hogy az Egyesült Államok ezzel a diplomáciai nyomásgyakorlással kívánja megakadályozni a Magyarországon tevékenykedő amerikai tulajdonú vállalatok elleni adóhatósági vizsgálatokat. A külügyminisztérium kijelentette, hogy a magyar köztisztviselők mindenfajta nyomásgyakorlástól függetlenül végzik munkájukat.
Október 24-i sajtótájékoztatóján André Goodfriend, a budapesti amerikai nagykövetség ideiglenes ügyvivője elmondta, hogy az Egyesült Államok nem ad semmilyen konkrét információt a kitiltott személyekről a sajtónak, de a magyar kormánynak sem. Október 27-én Rogán Antal bejelentette, hogy Goodfrienddel történt találkozóján az ügyvivő megerősítette, hogy politikai szereplőket, kormánytagokat nem érint az amerikai beutazási tilalom.
A Legfőbb Ügyészség egy amerikai-magyar jogsegély-egyezmény alapján október 27-én konkrét jogsegélykérelemmel fordult az Egyesült Államok illetékes hatóságaihoz, amelyről levélben tájékoztatta az amerikai ügyvivőt, arra kérve őt, hogy amennyiben rendelkezésre állnak adatok, úgy juttassa el azokat hozzá. A nagykövetség visszaigazolta a levél átvételét, ám erre másfél hónapig nem válaszoltak, indoklásuk szerint „elvesztették”.
A magyar médiában nagy találgatás indult, hogy kik lehetnek az érintettek és több helyen megjelent, hogy közöttük lehet Vida Ildikó, a Nemzeti Adó- és Vámhivatal elnökasszonya. A Pester Lloyd időszakos német nyelvű lap „A figyelmeztető lövés: amerikai szankciók Magyarország ellen” című cikkében ezt megerősítette és újabb konkrét bizonyítékok nélkül további személyeket is megvádolt (Habony Árpád, Heim Péter, Giró-Szász András, Seszták Miklós és Lázár János). Az ügyhöz kapcsolódva azt mondta Orbán Viktor: Rágalmazás ellen nem lehet védekezni, ezért világossá kell tenni, „minden egyes konkrét ügyben várjuk az információkat”, de egyelőre Washington nem erősítette meg azt, hogy kik lehetnek az érintettek. Az Amerikai Egyesült Államok az elnöki rendeletre hivatkozva vonja ki magát az információátadási kötelezettség alól, hiszen szerintük a vízum- és beutazási döntések kizárólag rájuk és az érintettekre tartoznak és azok titkosságát a rendelet is előírja. Ez alól viszont kivételt lehet tenni, ha az információ kiadásához bűnmegelőzési, nyomozati vagy igazságszolgáltatási érdek fűződik, mert olyan ügy áll a háttérben, ami Amerikában is bűncselekménynek számít. Habony Árpád pedig elment Washingtonba, és egy fotóval igazolta, hogy nincs kitiltva az USA-ból.
A találgatásoknak további alapot adott, hogy a Nemzeti Adó- és Vámhivatal elnökasszonya a felmerült vádak tisztázása nélkül elutazott külföldre. Varga Mihály nemzetgazdasági miniszter 2014. október 30-án azt nyilatkozta, hogy az elnökasszony „rendes évi szabadságát tölti”.

## 2014 novembere: Vida Ildikó közölte, hogy belépése az Amerikai Egyesült Államokba nemkívánatosnak minősül
2014. november 5-én, miután befejezte nyaralását, Vida Ildikó elismerte, hogy megkapta az értesítését, mely szerint a belépése az Amerikai Egyesült Államokba nemkívánatosnak minősül. A NAV elnöke az interjúban kijelentette: „semmilyen korrupciós ügynek nem voltam és nem vagyok a részese”.
2014. november 10-én Vida Ildikó elment az amerikai nagykövetségre. Goodfriend fogadta őt jogi képviselőjével együtt. Találkozójuk után Vida Ildikó azt nyilatkozta, hogy semmiféle bizonyítékot nem adtak át neki. Vida Ildikó kijelentette még, hogy az amerikaiak nem tudtak arról, hogy Horváth András volt NAV-dolgozó úgynevezett zöld dossziéja alapján a rendőrség már korábbról, 2013 óta vizsgálódik azokban a korrupciós ügyekben, melyeknek köze lehet az ő kitiltásához is.
A beszélgetés során André Goodfriend csak annyit közölt, hogy különböző helyekről kapta a korrupcióval kapcsolatos információkat, többek között Horváth Andrástól, a NAV volt dolgozójától is, akivel személyesen is találkozott.
A magyar kormány 2014. november 13-án nyilvánosságra hozta azt a dokumentumot, melyet november 6-án az amerikai követség egy beosztott munkatársa adott át a Külgazdasági és Külügyminisztériumnak állítólagos bizonyítékok gyanánt. Ebben a nagykövetség felsorolta azokat a korábbi lépéseit, amikor felhívta a magyar kormányzat figyelmét súlyos, adócsalásokra utaló jelenségekre. Magyar Levente gazdaságdiplomáciáért felelős államtitkár szerint az írás semmilyen érdemi információt nem tartalmaz, nincsenek benne olyan hiteles adatok, bizonyítékok, amelyek alapján meg lehet vizsgálni „az állítólagos korrupciós ügyeket”. A kormány képviselői a nyilvánosság előtt nehezményezték, hogy az irat fejléc, aláírás, pecsét, hitelesítés és dátum nélkül került átadásra, bár ez a diplomáciai gyakorlatban szokásos, széles körben alkalmazott emlékeztetőnek felel meg. Az írásbeli közlésnek ezt a formáját a szóbeli közlés kiegészítéséül és rögzítéséül alkalmazzák, és „barátságosabb” forma, mint például a szintén írásos, de pecséttel és szignóval is ellátott „szóbeli jegyzék”.
Vámosi-Nagy Szabolcs, az APEH korábbi elnökhelyettese szerint az amerikai követség listájából nem az derül ki, hogy Vida Ildikó korrupt lenne, hanem hogy hatástalannak tartják a NAV-ot. Kijelentette, hogy a NAV elnökével kapcsolatban „elképzelhetetlennek tartja, hogy bármilyen korrupciós ügyhöz köze lenne”.
2014. november 14-én Orbán Viktor az üggyel kapcsolatban úgy nyilatkozott, hogy elvárja Vida Ildikótól, hogy mindenkit bepereljen, aki a valóságnak nem megfelelő állításokat tett vagy tesz a jövőben. Ugyanakkor ismételten kijelentette, hogy zéró toleranciát tart fontosnak a korrupciós ügyekben.

## 2014 decembere: André Goodfriend konkrét bűncselekmény végrehajtásával vádolta Vida Ildikót
A 2014. december 4-i Heti Válaszban André Goodfriend elismerte, hogy a kormánynak korábban átadott két papírlap nem bizonyíték, hanem egy emlékeztető, belső használatra szánt összefoglaló azokról az ügyekről, amelyekben felvették a kapcsolatot a magyar kormánnyal. Az interjúban az ügyvivő kifejtette, hogy tudomásuk van csalásokról az adóhatóságon belül és úgy hiszik, hogy vannak olyan magyar kormányalkalmazottak, akik korrupt cselekményekben vesznek részt. Arra is utalt, hogy a NAV elnökét konkrét bűncselekményben tartják érintettnek. Vida Ildikó nyílt levélben követelte, hogy Goodfriend adjon magyarázatot a kijelentésére, mert a rágalmazás bűncselekmény.
December 5-én az ügyvivő a Népszavának úgy nyilatkozott, hogy a kitiltás azért történt, mert az érintett személyek olyan tevékenységet – korrupt cselekményt – követtek el, amelyre a 7750-es proklamáció vonatkozik. Hozzátette: „Ha tehát valaki jelentkezik, hogy engem a 7750-es proklamáció értelmében kitiltottak, akkor azt jelenti, hogy elismeri, hogy korrupt tevékenységben érintett.”
Az amerikai nagykövetség 2014. december 10-én egy 60 másodperces videóban konkrét példákat hozott a korrupció mibenlétére. „Rendőrök, akik kenőpénzt követelnek a bűncselekmények áldozataitól. Tisztviselők, akik ellenszolgáltatást várnak az állami szerződésekért. Tekintélyelvű vezetők, akik az állam zsebéből lopnak, hogy saját vagyonukat gyarapítsák. Ez mind példa a korrupcióra, mely aláássa az állampolgárok hitét a kormányukban, táplálja a szervezett bűnözést és a terrorizmust, valamint rontja a gazdasági versenyt.”

## 2014. december 11-én Vida Ildikó feljelentést tett „nem meghatározott személy” ellen
Vida Ildikó 2014. december 11-én Központi Nyomozó Főügyészségen nagy nyilvánosság előtt, jelentős érdeksérelmet okozó rágalmazás miatt, a Fővárosi Törvényszéken pedig jó hírnév megsértése miatt feljelentette André Goodfriendet a kitiltási ügyben adott nyilatkozatáért. Goodfriendet azonban csak akkor gyanúsíthatják meg, ha feloldják a diplomáciai mentességét. Szijjártó Péter miniszter azt nyilatkozta, hogy a bécsi szerződés értelmében le lehet mondani a diplomáciai mentességről.
2014. december 12-én, mintegy másfél hónappal Polt Péter tájékoztató levelének megküldése után André Goodfriend válaszolt levélben a Legfőbb Ügyészség tájékoztatására és adatkérésére. Goodfriend megerősítette, hogy „közigazgatási jellegű és nem büntetőjogi természetű az Egyesült Államok Külügyminisztériumának lépése.” Polt Péter véleménye szerint ezen túlmenően érdemi információt nem jelölt meg.

## 2015 januárja: Schiffer–Goodfriend-levelezés és találkozó: nem követtek el bűncselekményt a kitiltottak
André Goodfriend Schiffer András ellenzéki politikusnak 2014 decemberében írt levelében kifejtette, hogy a kitiltás egy „adminisztratív jellegű” intézkedés az amerikai külügy részéről, „amely az USA-ba való beutazást érinti, és nem bűncselekménnyel kapcsolatos (vagyis nem büntetőjogi eset)”
Az amerikai ügyvivő 2015. január 7-én hivatalában fogadta az LMP társelnökeit. Schiffer András a látogatás után közölte, hogy az Amerika által szorgalmazott szabad kereskedelmi egyezmény és a kitiltási botrány között nincs összefüggés, azaz feltehetően a kitiltott személyek nem követtek el bűncselekményt.

## 2015 decembere: Ibolya Tibor fővárosi főügyész nyilatkozata
- 2015. december 18-án a Magyar Hírlap új fejleményről adott tájékoztatást Archiválva 2015. december 20-i dátummal a Wayback Machine-ben.

## 2016. augusztus
A Legfőbb Ügyészség 2014. decemberi megkeresésére az Egyesült Államok hivatalos szervei válaszul azt közölték a magyar hatóságokkal, hogy "az amerikai hatóságok semmilyen konkrét adattal nem rendelkeznek, információikat a sajtó- és az internet nyilvánosságán keresztül szerezték be, úgy, mint egy hírügynökség riportjai és a magyar sajtóhírek". Az ügyészség azt nyilatkozta, hogy a megkeresésre azért volt szükség, mivel "az Amerikai Egyesült Államok budapesti nagykövetségének korábbi, ideiglenes ügyvivője több alkalommal is megismételte a sajtónyilvánosság előtt azt a nyilatkozatát, miszerint a magyar kormányzati tisztviselők korrupciós cselekményére vonatkozó konkrét bizonyítékaik vannak".